# 中山大学校史
中山大学主体部分的前身，为时任中华民国陆海军大元帅孙中山于1924年（民国13年）在广州创立的国立广东大学，该校由广东省三所高校合并而成。建校之后，中山大学在发展历程中多次合并其他院校或者部分吸收其院系，并析出部分院系合并组建了今华南理工大学、华南师范大学、华南农业大学等高校。其中，1952年并入中山大学的私立岭南大学、2001年并入的中山医科大学是当前中山大学的重要组成部分，当前中山大学直接继承了原私立岭南大学的校园和文理学科，而且中山医科大学也是由原国立中山大学、岭南大学两校的医学院于1952年合并组建的。

## 沿革

### 建校基础
国立广东高等师范学校
- 1904年（清光绪30年），两广速成师范馆创立
- 1905年（清光绪31年），更名为两广初级师范简易科馆；1906年（清光绪32年），更名为两广师范学堂；1908年（清光绪34年），更名为两广优级师范学堂；1912年（民国元年），更名为国立广东高等师范学校

广东公立法政大学
- 1905年（清光绪31年），两广总督岑春煊、广东学政于式枚将广东课吏馆改制，广东政法学堂创立
- 1912年（民国元年），更名为广东公立法政专门学校；1923年（民国12年），更名为广东公立法政大学

广东公立农业专门学校
- 1909年（清宣统元年），广东农林试验场创立
- 1911年（清宣统3年），广东农林试验场附设农业、林业讲习所创立；1917年（民国6年），更名为广东公立农业专门学校

### 学校主体（1924年至今）

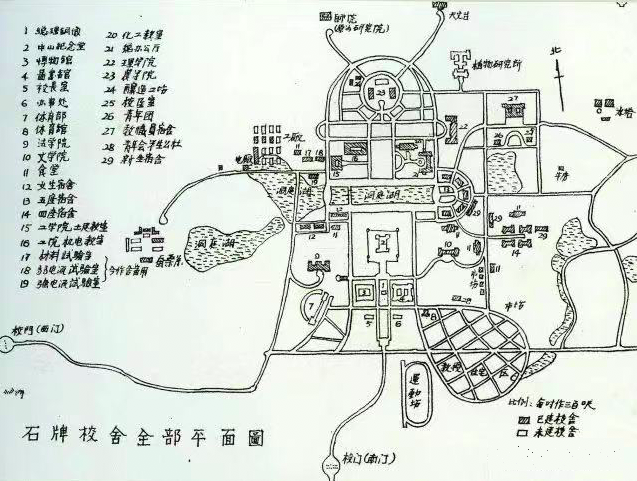
1948年国立中山大学石牌校舍平面图

- 1924年（民国13年），孙中山将国立广东高等师范学校、广东公立法政大学、广东公立农业专门学校三所高校合并，组建国立广东大学
- 1925年（民国14年），广东公医医科大学并入国立广东大学，增设为医学院
- 1926年（民国15年），为纪念已于去年病故的孙中山，广州国民政府将国立广东大学更名为国立中山大学。同年7月，广东公立工业专门学校并入国立中山大学，增设为工业院
- 1927年（民国16年），更名为国立第一中山大学；1928年（民国17年），复名为国立中山大学
- 1937年（民国26年），国立广东法科学院并入国立中山大学法学院；广东省立勷勤大学工学院并入国立中山大学工学院，增设为建筑工程系
- 1949年11月2日，中国人民解放军广州市军事管制委员会文教接管委员会正式接管国立中山大学；1950年9月9日，国立中山大学去掉校名中的“国立”二字仅直称为中山大学
- 1951年开始，中华人民共和国全国院系调整，中山大学受到拆分。医学院并入组建华南医学院，工学院并入组建华南工学院，农学院并入组建华南农学院；哲学系、语言学系并入北京大学，法政系、经济系并入武汉大学及组建中南政法学院、中南财经学院，人类学系并入组建中央民族学院，天文系并入南京大学，地质学系并入组建中南矿冶学院。1952年，中山大学剩余院系与私立岭南大学和华南联合大学文理学院合并，校址搬迁至原私立岭南大学校址广州海珠康乐园。1980年（民国69年），中华民国政府于台湾高雄西子湾复办国立中山大学
- 2001年，中山医科大学并入中山大学

### 岭南大学（1952年并入）
- 1888年（清光绪14年），美北长老会海外差会于广州设立格致书院
- 1900年（清光绪26年），因义和团运动爆发，迁校址至澳门荷兰园；1904年（清光绪30年）迁回广州并于海珠康乐园建设新址
- 1903年（清光绪29年），更名为岭南学堂（；1912年（民国元年），更名为岭南学校；1927年（民国16年），更名为嶺南大学
- 1938年（民国27年），10月日军占领广州，迁校至香港并租借香港大学校舍；1945年（民国34年）迁回广州
- 1952年，全国院系调整，并入中山大学，其康乐园校址成为中山大学校址

### 中山医科大学（2001年并入）
博济医学堂
- 1835年（清道光15年），美国公理会传教士彼得·帕克（Peter Parker）于广州创立眼科医局；1859年（清咸丰9年），更名博济医院[1]
- 1866年（清同治5年），医院成立博济医学堂；1879年（清光绪5年），更名为博济医院南华学校。孙中山于1886年（清光绪12年）在该校学医

- 1930年（民国19年），并入私立岭南大学，更名为私立岭南大学医学院
- 1934年（民国23年），与私立夏葛医学院合并组建为私立岭南大学孙逸仙博士纪念医学院
- 1953年8月，与国立中山大学医学院合并，组建为华南医学院

广东公立医科大学
- 1909年（清宣统元年），博济医院南华学校毕业生于广州创建广东公医学堂[1]
- 1915年（民国4年），更名为广东公立医科专门学校；1921年（民国10年），更名为私立广东公医医科大学；1924年（民国13年），更名为广东公立医科大学
- 1925年（民国14年），并入国立广东大学，成为国立广东大学医科，后随国立广东大学更名成为国立中山大学医科；1931年（民国20年）改制建立为国立中山大学医学院[1]
- 1953年8月，与私立岭南大学孙逸仙博士纪念医学院合并，组建为华南医学院

私立广东光华医学院
- 1908年（清光绪34年），光华医学社成立
- 1909年（清宣统元年），更名为广东光华医学专门学校；1929年（民国18年），更名为私立广东光华医学院
- 1954年，并入华南医学院

中山医科大学
- 1953年，国立中山大学医学院、私立岭南大学孙逸仙博士纪念医学院组建为华南医学院
- 1954年，广东光华医学院并入
- 1956年9月，更名为广州医学院；1957年3月，更名为中山医学院；1985年6月，更名为中山医科大学
- 2001年10月，并入中山大学，组建为中山大学医学部，由中山大学中山医学院、中山大学光华口腔医学院等医学学科院系组成。

## 筹备设立
1924年（民國13年）2月6日，孙中山下达总统令，任命国立广东高等师范学校校长邹鲁为主任，筹建国立广东大学。邹鲁2月21日到任，即函聘王星拱、傅斯年、邓植仪、何春帆、梁龙、程天固等35人为筹备委员，成立筹备处，封准向广东各机关挪借开办经费。具體籌備委員如表：
| 國立廣東大學籌備處籌備委員（1924年2月21日） | 國立廣東大學籌備處籌備委員（1924年2月21日） | 國立廣東大學籌備處籌備委員（1924年2月21日） | 國立廣東大學籌備處籌備委員（1924年2月21日）                           |
| 政界人士                                    | 政界人士                                    | 政界人士                                    | 政界人士                                                              |
| 姓名                                        | 身份背景                                    | 姓名                                        | 身份背景                                                              |
| ------------------------------------------- | ------------------------------------------- | ------------------------------------------- | --------------------------------------------------------------------- |
| 胡漢民                                      | 中國國民黨中央執行委員會委員                | 伍朝樞                                      | 中華民國陸海軍大元帥大本營外交部部長                                  |
| 汪精衛                                      | 中國國民黨中央執行委員會委員                | 孫科                                        | 中國國民黨中央執行委員會委員 廣州市市長                               |
| 廖仲愷                                      | 中國國民黨中央執行委員會委員 廣東省省長     | 李大釗                                      | 中國國民黨中央執行委員會委員兼北京支部總幹事 中國共產黨中央委員會委員 |
| 程天固                                      | 中國國民黨中央執行委員會候補委員            | 吳敬恒                                      | 國民黨中央監察委員                                                    |
| 李石曾                                      | 中國國民黨中央監察委員會委員                | 楊庶堪                                      | 中國國民黨中央監察委員會候補委員                                      |
| 易培基                                      | 中華民國陸海軍大元帥大本營顧問              | 黃昌穀                                      | 中華民國陸海軍大元帥大本營會計司長、秘書                              |
| 馬君武                                      | 廣西省原省長                                | 范源濂                                      | 中華民國政府教育總長（未到職）                                        |
| 熊希齡                                      | 原中華民國國務總理                          | 陳樹人                                      | 廣東省政府政務廳廳長                                                  |
| 陳耀祖                                      | 廣東省政府建設廳代廳長                      | 何春帆                                      | 廣東省政府教育廳秘書                                                  |
| 教育界人士                                  |                                             |                                             |                                                                       |
| 姓名                                        | 身份背景                                    | 姓名                                        | 身份背景                                                              |
| 蔣夢麟                                      | 國立北京大學教授兼代校長                    | 胡適                                        | 國立北京大學教授                                                      |
| 顧孟餘                                      | 國立北京大學教授                            | 王星拱                                      | 國立北京大學教授                                                      |
| 王世傑                                      | 國立北京大學教授                            | 周鯁生                                      | 國立北京大學教授                                                      |
| 皮宗石                                      | 國立北京大學教授                            | 郭秉文                                      | 國立東南大學校長                                                      |
| 任鴻雋                                      | 東南大學教授                                | 楊杏佛                                      | 國立東南大學教授                                                      |
| 胡敦複                                      | 大同大學校長                                | 梁 龍                                       | 國立北京法政大學校長                                                  |
| 石瑛                                        | 國立武昌師範大學校長                        | 許崇清                                      | 國立廣東高等師範學校教授                                              |
| 徐甘棠                                      | 國立廣東高等師範學校教授                    | 鄧植儀                                      | 廣東公立農業專門學校教授                                              |
| 關恩助                                      | 不詳                                        |                                             |                                                                       |

5月9日，筹备工作完成。6月9日，孙中山以大元帥令任命邹鲁为校长，令「國立廣東高等師範學校」、「廣東公立法政大學」、「廣東公立農業專門學校」合併升格為國立廣東大學。学校于9月19日开始上课，11月11日补行成立典礼，孙中山亲临典礼现场讲话，并题写校训。

## 国立广东大学时期
1924年（民國13年）6月21日，國立廣東大學舉行校長就職暨原學校學生畢業典禮。孫中山委託總參議胡漢民代表大元帥在會上宣讀了國立廣東大學訓詞：
學海汪洋，毓仁作聖，大學畢業，此其發軔。植基既固，建業立名，登峰造極，有志竟成。為社會福，為邦家光，勖哉諸君，努力自強。
時至今日，在中山大學畢業典禮上畢業生也需要恭讀此訓詞。
1924年（民國13年）11月12日，国立广东大学正式成立，以邹鲁为校长。按照当时《国立广东大学规程》，国立广东大学宗旨为：“以灌输及研究高深学理与技术，并因应国情，为图推广其应用为宗旨。”学校设校长1人，并设秘书长1人协助校务，下设图书主任、仪器主任、会计主任、学院院长等。设校务会议，由校长、各分科学长、预科主任以及全校教授互选若干人组成，评议、计划重要校务。国立广东大学成立时，文科学长为杨寿昌，理科学长为郜重魁。不少知名学者被聘来校任教，如文科的郭沫若、郁达夫、郑伯奇、成仿吾等；理科的何衍睿、张云、陈宗南等。
当时国立广东大学分处广州四个地方，惟校本部和文理两学院、图书馆及附属学校在文明路原高师所在地（今广东贡院旧址）。該址同时也是中国国民党第一次全国代表大会会场和孙中山演讲三民主义的场所。

## 国立中山大学时期

### 更名
1925年（民國14年）3月12日，孙中山逝世。3月24日，《广州民国日报》刊登《改广大为中山大学之提议》：
“昨有国民党员黄行致函中央党部云：中央执行委员会诸君并转汪精卫、邹海滨先生并诸同志鉴。噩电传来，天下太息，惟先生虽死，主义犹存，吾侪正宜鼓其馀勇，努力三民，竟先生未竟之志，励后死之责也。顷阅报载北京同志改中央公园为中山公园、南京为中山城等语，景仰元老，人有同情，而吾粤为革命策源地，又为先生桑梓所在，更不可以无纪念，似宜将广东大学改为中山大学。查以党建国，为先生之独见；以党建校，实宣传之要图。是否有当，伏候公决。中国国民党党员黄行叩。”
该提议得到中国国民党元老廖仲恺响应。1926年（民国15年）8月17日，国民政府发布命令，改国立广东大学为国立中山大学。

### 抗战之前

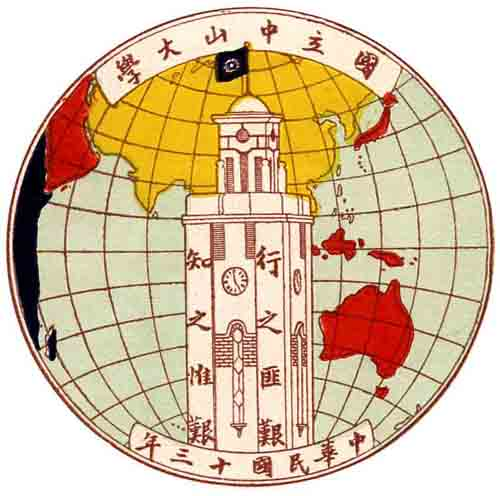
1932年至1949年期间的國立中山大學校徽

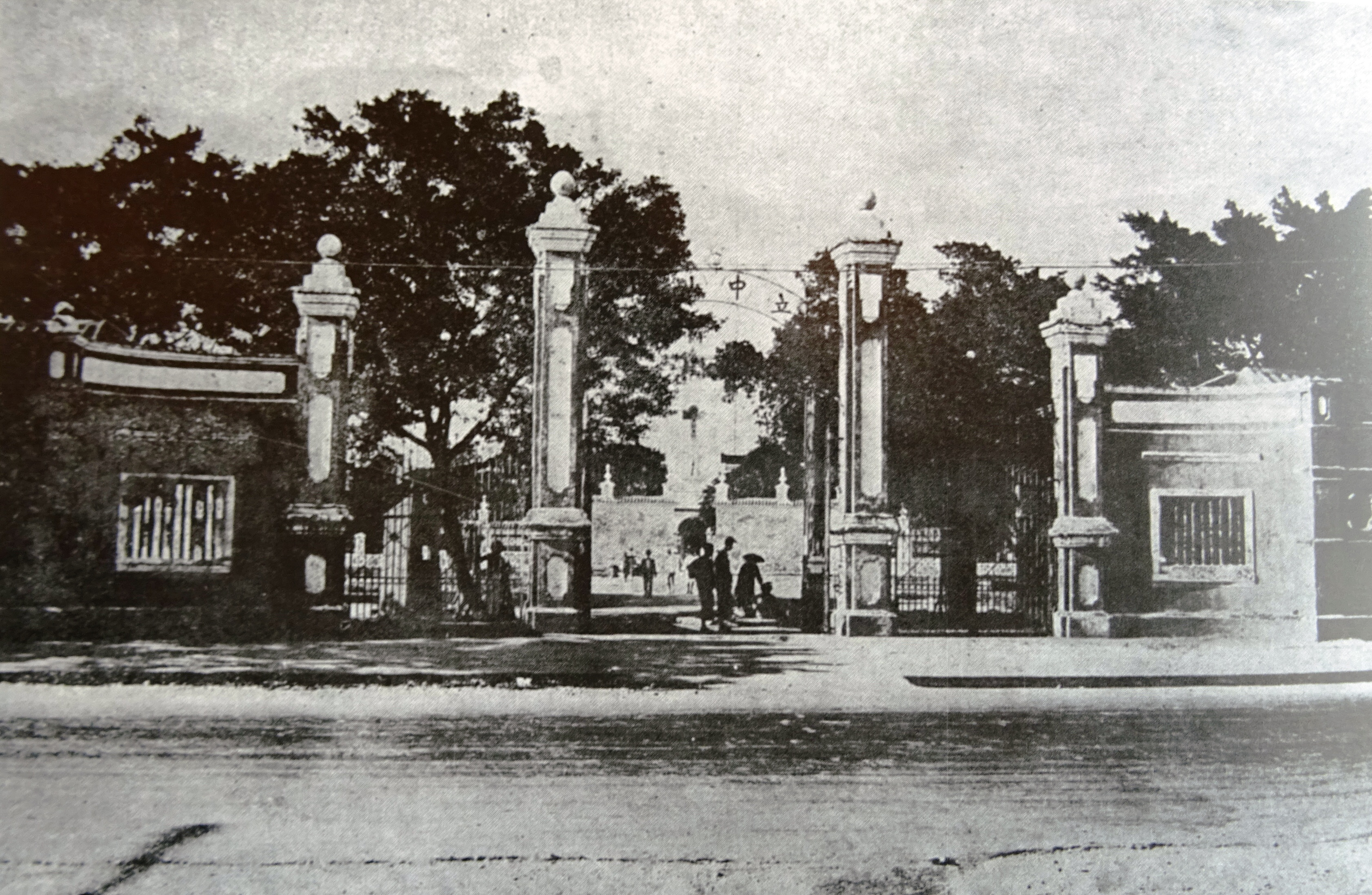
國立中山大學文明路旧址校門，現属于廣東省立中山圖書館

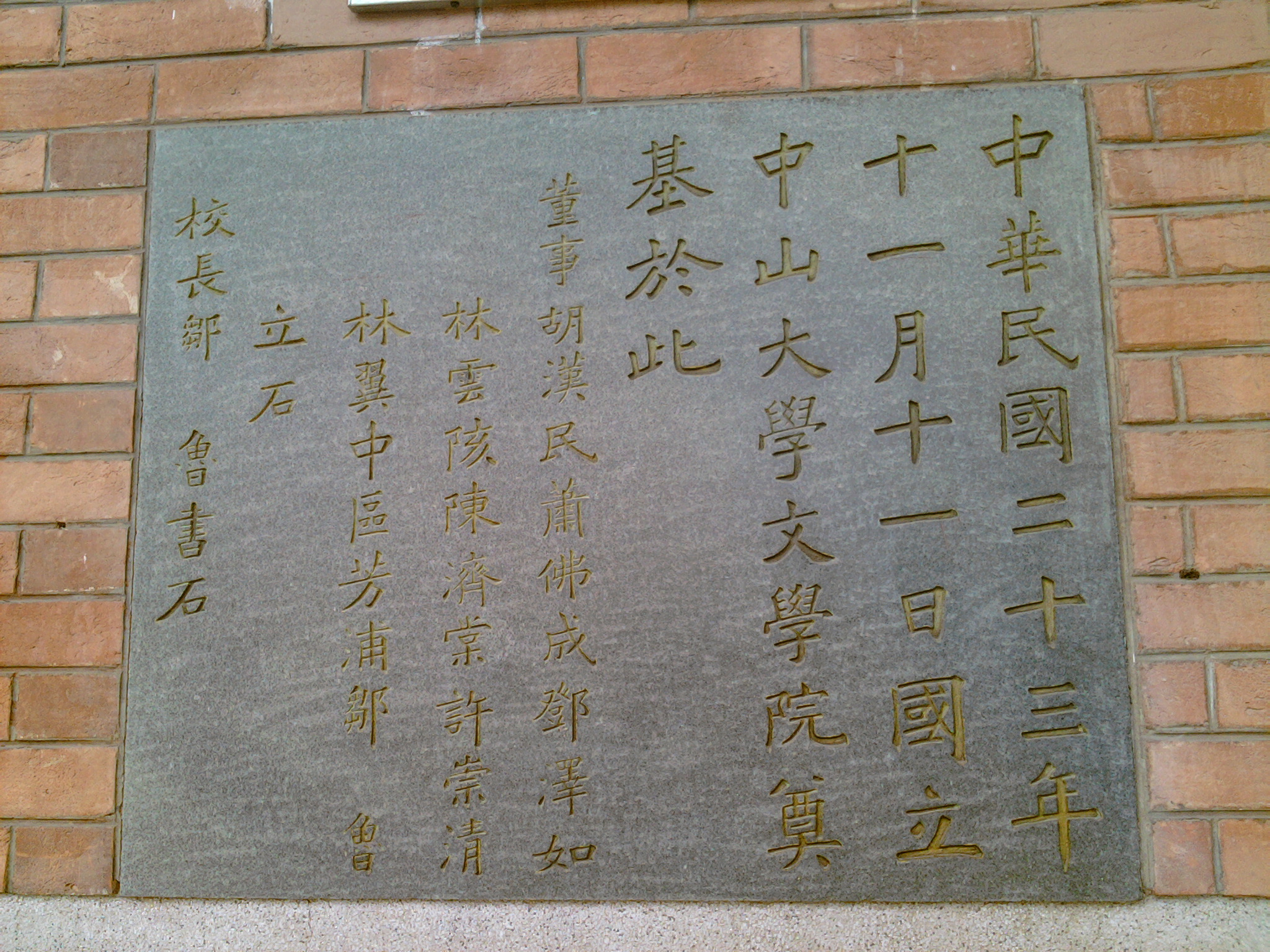
國立中山大學石牌旧址建筑-文學院楼（现华南理工大学5号楼）奠基石，校內幾乎所有石刻碑文都由首任校長鄒魯書寫

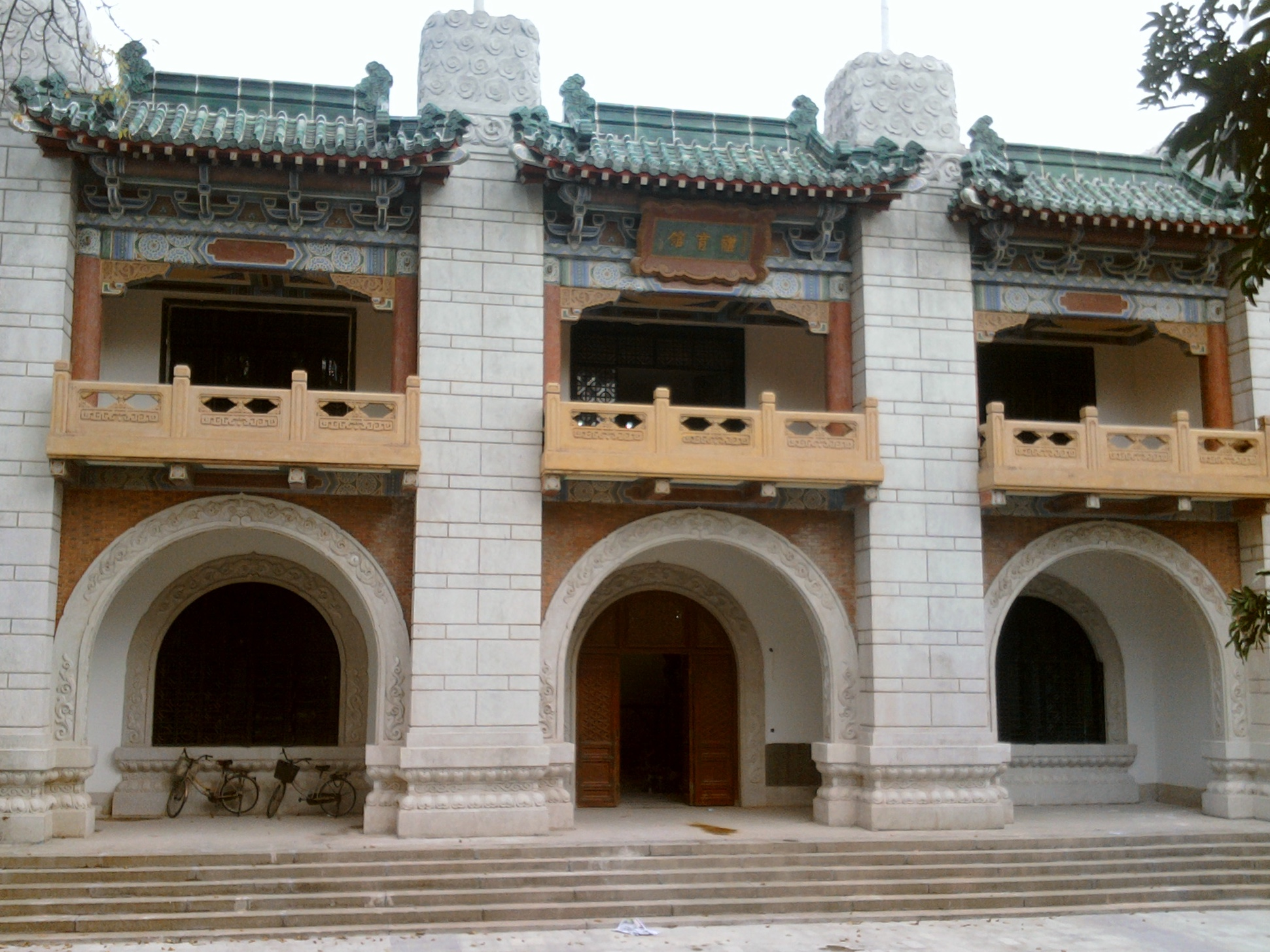
國立中山大學石牌旧址建筑-體育館（现华南理工大学保卫处）

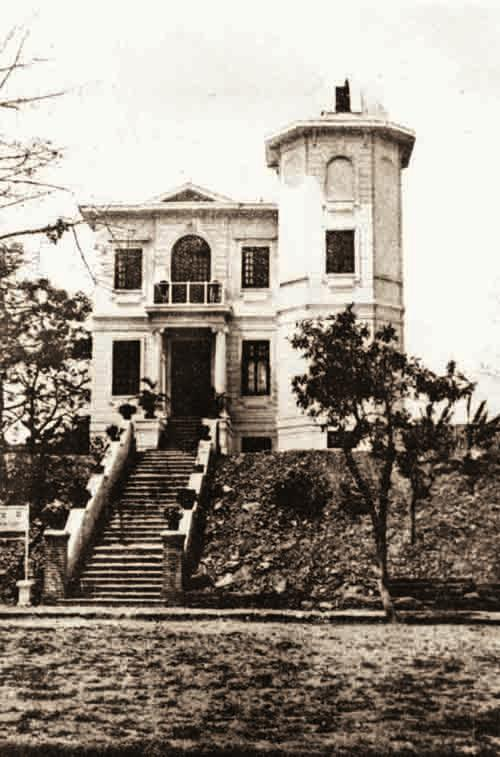
國立中山大學石牌旧址建筑-國立中山大學天文台，是中華民國第二座正式命名的天文台（1929年）

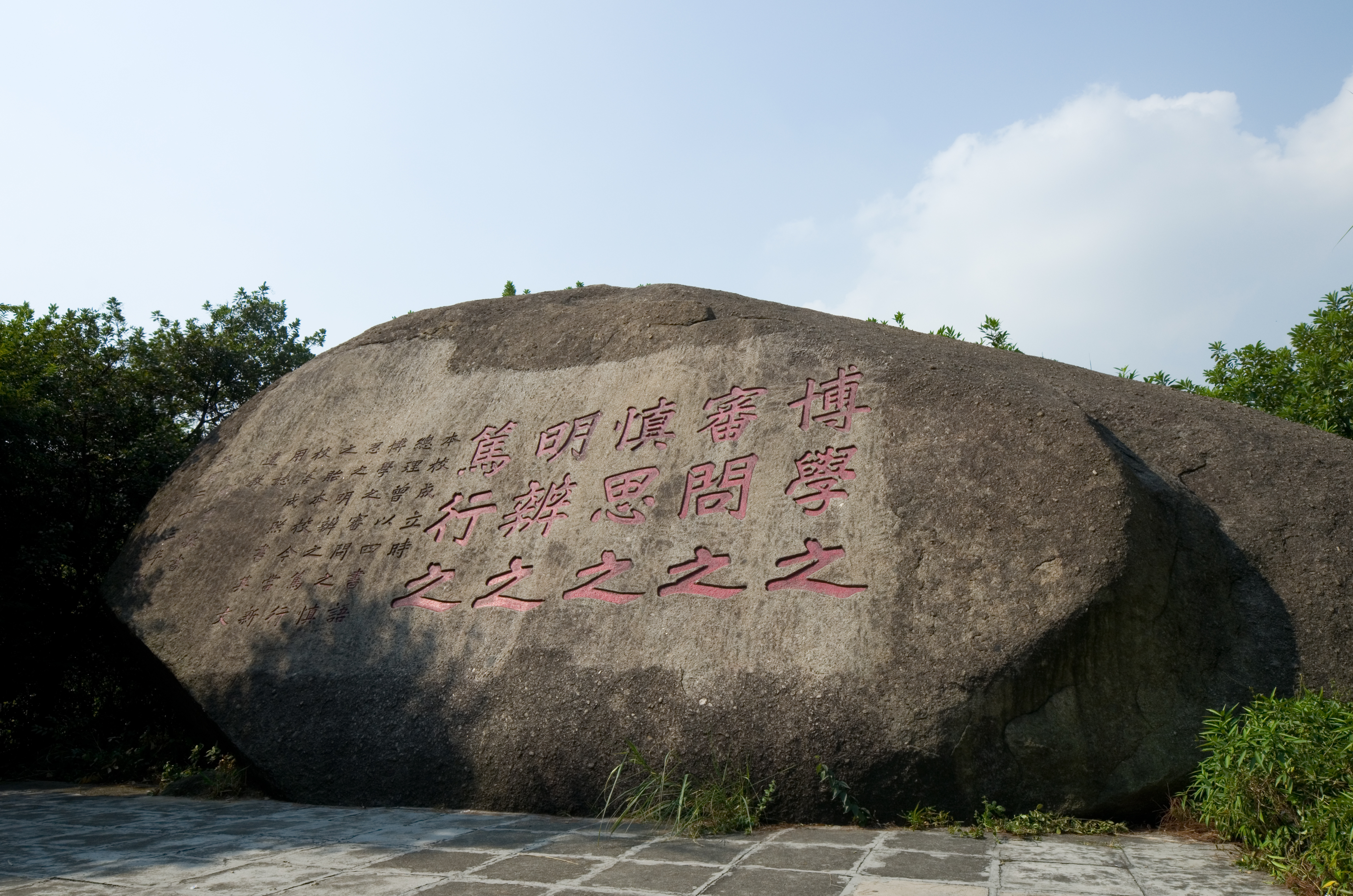
國立中山大學石牌旧址建筑-校训石（位于现华南理工大学主校区五山校区校园）

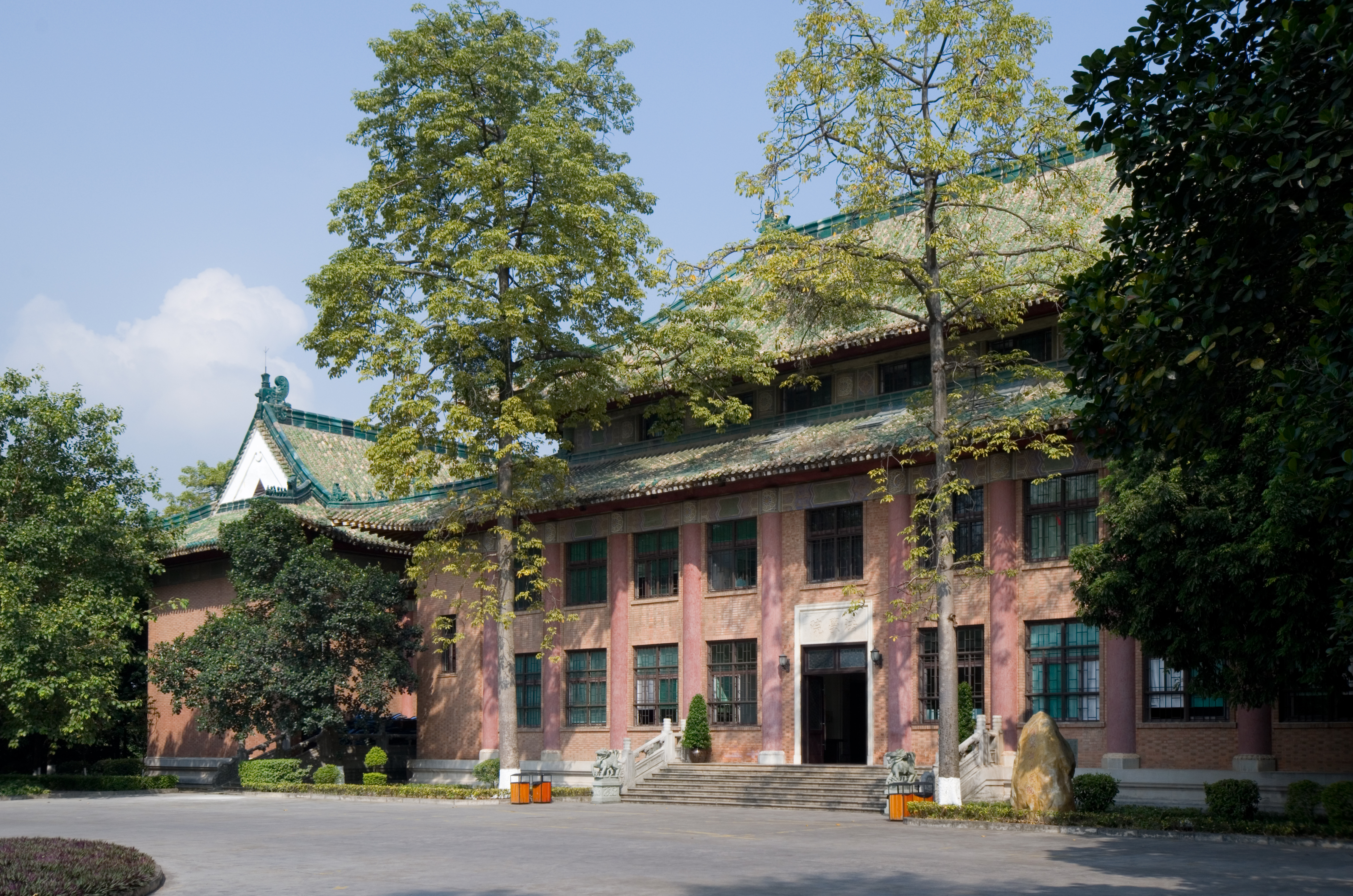
國立中山大學石牌旧址建筑-法学院（现华南理工大学12号楼）

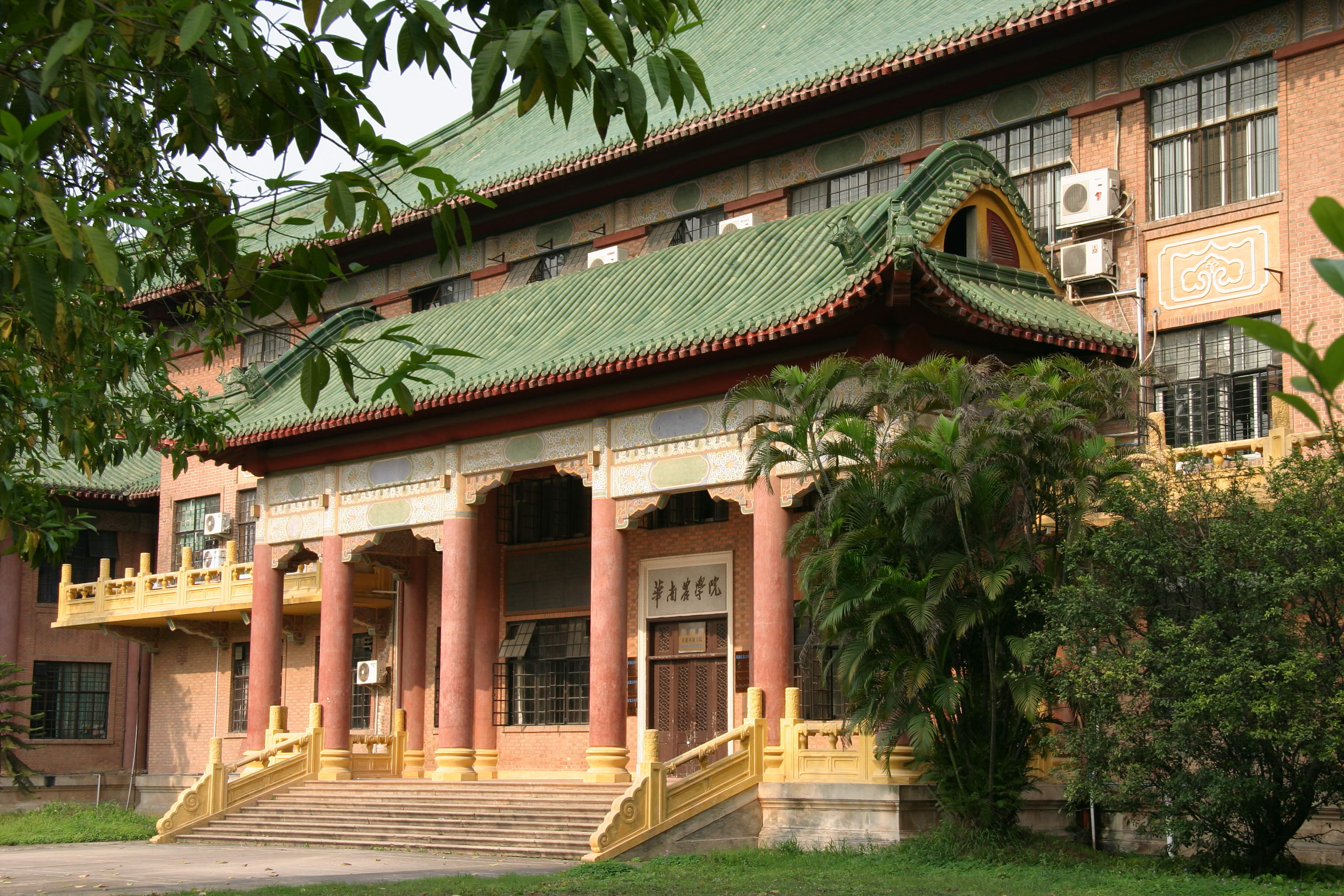
國立中山大學石牌旧址建筑-理学院生物地质地理教室（现华南农业大学5号楼）

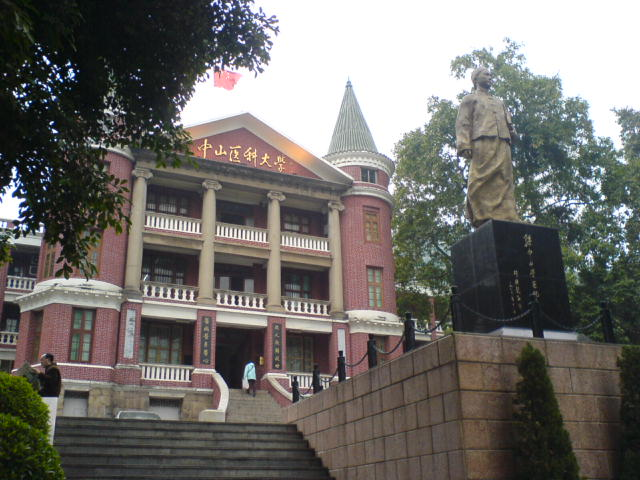
国立中山大学医科学院，现中山大学广州校区北校园（曾命名中山医科大学）

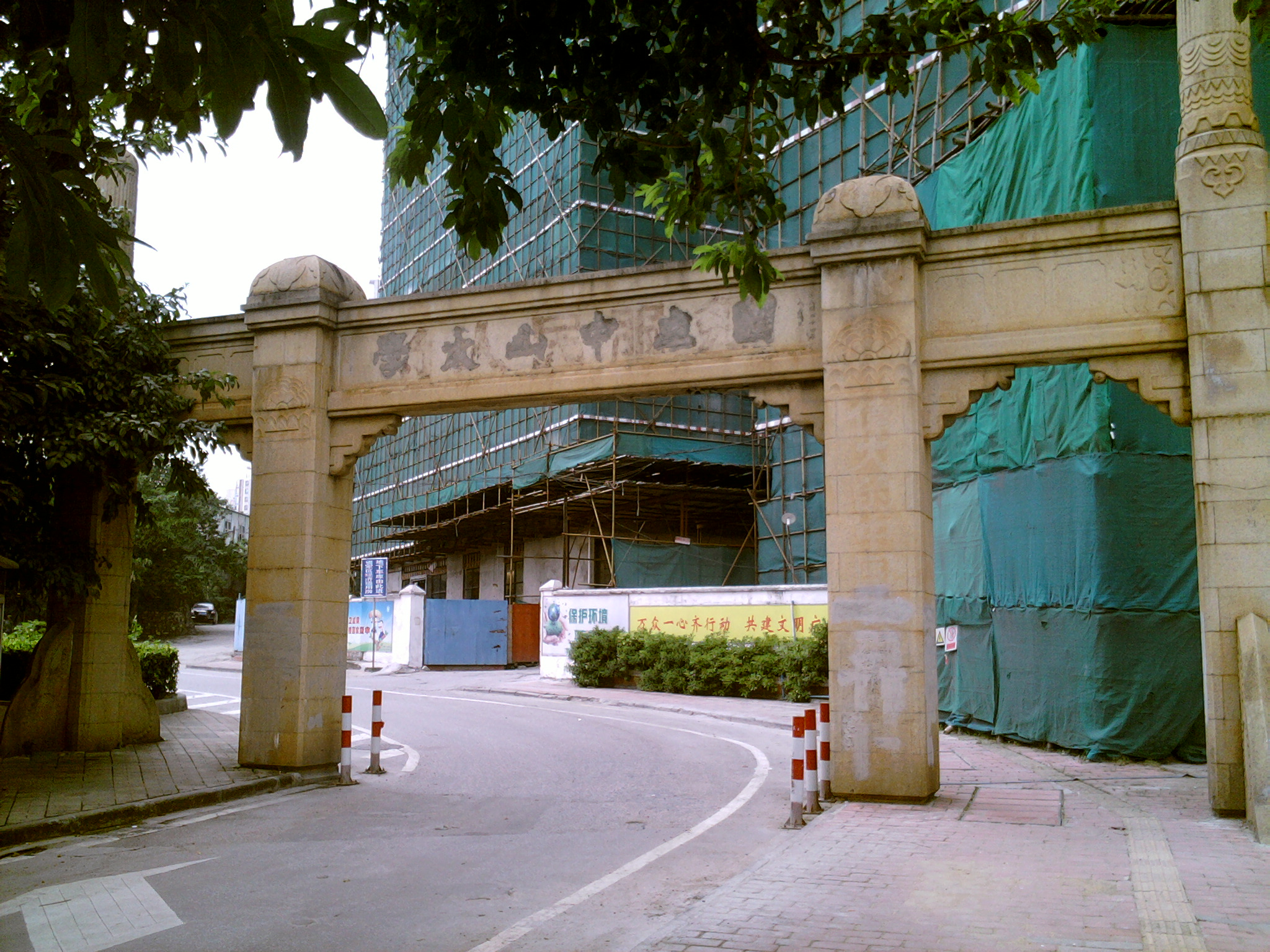
國立中山大學石牌旧址建筑-西門牌坊 正面的「國立中山大學」字體，在文化大革命期間被塗抹上的英泥，牌坊上亦被塗上「為人民服務」、「偉大的中國……」及「偉大的領袖……」等文字

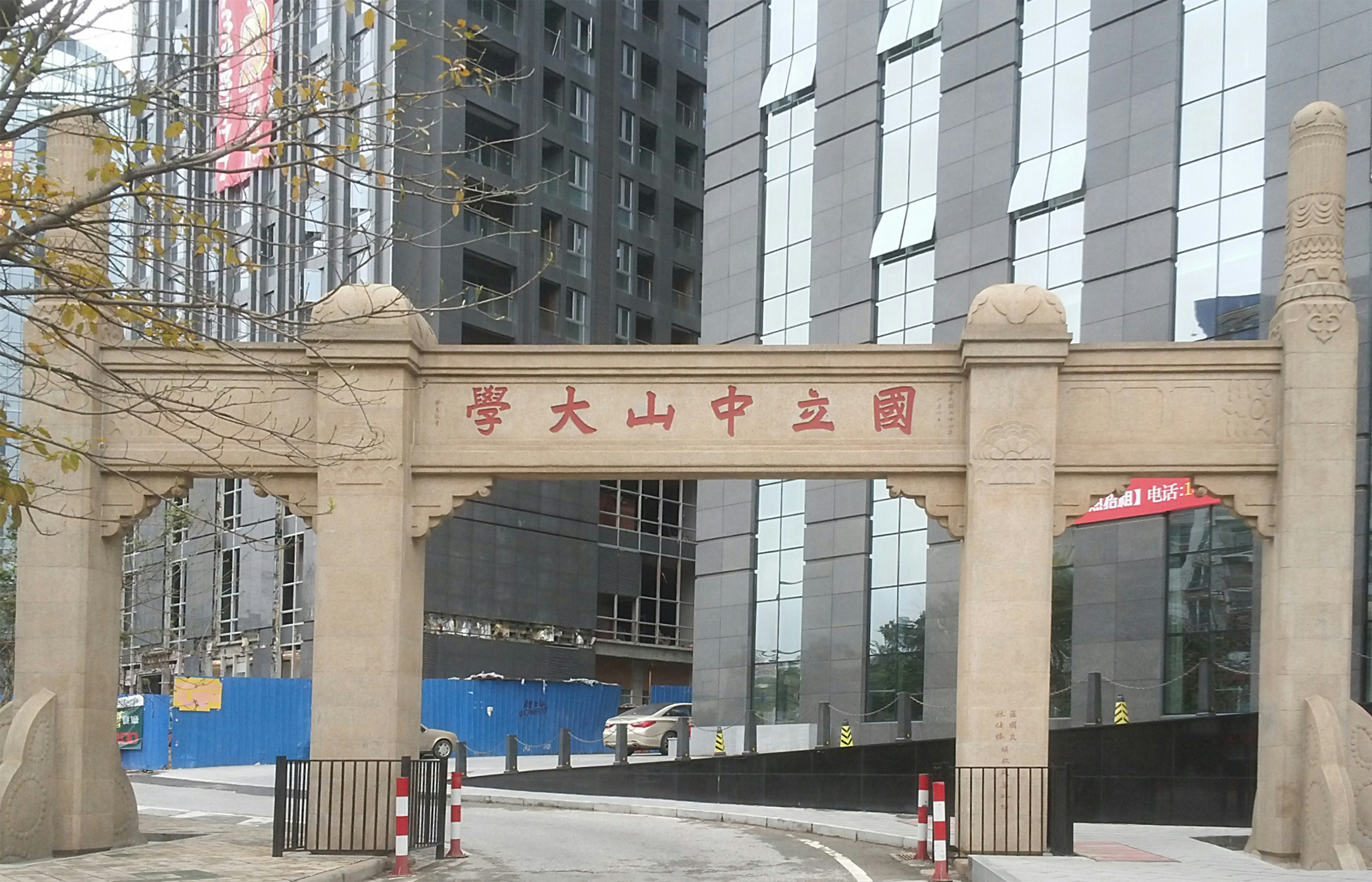
國立中山大學石牌旧址建筑-西门牌坊正面 已修复 还原为曾被涂抹的第一任校长邹鲁手书的「國立中山大學」字样

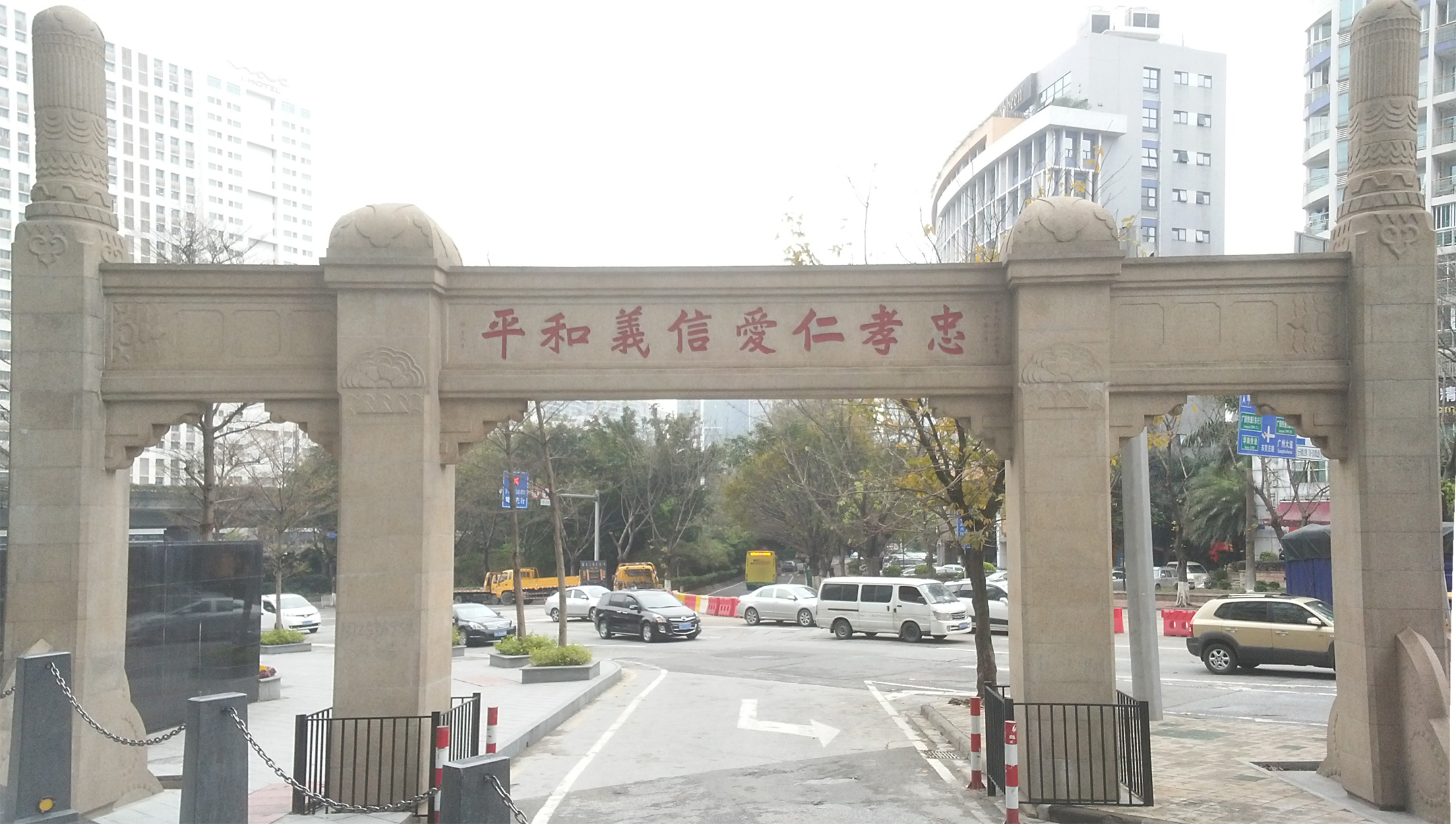
國立中山大學石牌旧址建筑-西门牌坊背面 已修复 还原为曾被涂抹的「忠孝仁愛信義和平」字样

同年，廣東公立醫科大學併入，國立廣東大學增设医科。
1926年（民國15年）3月，郭沫若就任文科学长，郁达夫任英国文学系主任。郭沫若到任后对文科开始进行整顿，辞退了15名教授。4月，秘书处开始出版不定期杂志《学艺丛刊》，进行学术文艺讨论、社会改造研究、世界潮流批评、东西方名著介绍等。
1926年（民國15年）7月17日，國立廣東大學正式更名为國立中山大學。同月，「廣東省立工業專門學校」併入，增设为工业部。10月，国立中山大学改组，撤消工业部，交回广东省教育厅办理，重新设校，任丘琛为校长。同年，国立中山大學舉行“廣東臺灣學生聯合會”成立大會，主張打倒日本帝國主義，發動臺灣民族革命。
1927年（民國16年）1月，鲁迅从私立厦门大学被聘至國立中山大学任文学系主任兼教务主任。2月，天文台在国立中山大学理科所在地的一座山岗上建成。3月1日，国立中山大学举行了隆重的开学典礼。8月，更名為「國立第一中山大學」（1928年3月，復名為「國立中山大學」）。原中国文学系改为中国语言文学系，英国文学系改为英国语言文学系，史学、哲学、教育学仍沿用旧式，与前两者合称为国立中山大学文史学科。理科一度改称自然科学科，仍设数理化、生物、地质五系，后数学系改为算学天文系，增加天文课程，筹建天文台，并成立了心理学研究所。
在1927年（民國16年）至1937年（民國26年）的國民政府“黃金十年”中，國立中山大學發展迅猛。截止至廣州淪陷之前，國立中山大學设有文、理、法、工、农、医、师等7个学科。
國立廣東大學更名後，戴传贤为国立中山大学首任校长，时逢戴傳賢患病，暂由教育家经亨颐代职。此时，國立中山大学已经成为中華民國国内具有相当规模的综合性大学，各学院建设也力图规范化。學校早期校领导人力图将國立中山大學医科办为德国式，把农科办为美国式，把文科办成北大式。当时实际主持校务工作的為副校长朱家骅，在其主持下力求教育与社会的沟通。
时逢中國北方战事频繁，军阀混战，一批优秀教授纷纷南下。而位於華南的廣州則相對安寧，社會經濟發展迅速，國立中山大学开始出现一个教学与科研的繁荣时期。其中，文史科的加强最为明显，除去原有教授，又相继来了许寿裳、孙伏园、孙福熙、何思敬、江绍原、顾颉刚、罗常培、刘奇峰、俞平伯、赵元任、杨振声等人。傅斯年任哲学系主任兼文史科主任，孙伏园任史学系主任。
1931年（民國20年），國立中山大學改文、法、理、农、医科为学院。同年3月，重提成立工学院事宜，并定于下半年筹建。先设立土木工程、机械工程、电机工程、化学工程四系，校址暂定于文明路，第二年迁往石牌新校址（今华南理工大学和华南农业大学校址内）。
1934年（民國23年），许崇清继任校长后，将工学院的土木、化学两系与理科合并，改称理工学院。理工学院成立后共有4个系：电气、机械、土木、化学。
1935年（民國24年），设立研究院，开始招收研究生。
黃金十年時期也是國立中山大學醫科最兴旺的发展时期，特点是全盘德国化。作为国立中山大学成立初期锐意经营的学科，學校着重引进德国先进医学教育和学术研究人才，采用德国式管理机构，选用德国教材並用德语授课，医院查房、写病历、开处方均用德文。入学考试必须考德语。由于当时国内学习德语的中学很少，所以招生受到影响，每年录取新生不足50人，截止抗战前夕，在校学生不足200人。不過，由于其高质量的教育教学，國立中山大學培养出一批当时中国一流的医学人才，如杨简、王典羲、叶少芙、罗潜、张梦石、曾宪文等。當前，中山大學醫學教學與研究在中華人民共和國享有盛譽，“中山醫”的聲望就是在黃金十年時期奠定的。
医科（学院）校址設在百子路（今中山二路），与現中山大學附属第一医院相连，共占地150亩，楼房为当时中國南方最有特色的建筑物之一。醫学院不分系，采用学年制，本科5年，另加实习1年，共六年。当时共有两间附属医院，附屬第一医院占地64亩，与学院相连。附属第二医院（現中山大学孙逸仙纪念医院）位于西堤。
1937年（民國26年），国立广东法科学院并入國立中山大學法学院；廣東省立勷勤大學工学院并入国立中山大学工学院，增设為建筑工程系。
1938年（民國27年），设师范学院，理工学院增设建筑工程系。

### 抗戰时期
在廣州尚未淪陷之前，國立中山大学就已經屡遭日本飞机轰炸。仅1937年8月至1938年5月间，国立中山大学遭受到日军机轰炸10余次。1938年10月21日廣州淪陷前夕，國立中山大學倉促西遷，师生分多路撤离广州，或途经粤东罗定、再中转广西，或经香港、再中转越南海防及河内，向云南中部县城澄江迁移。1939年2月下旬，中大师生陆续到达云南澄江。3月1日，国立中山大学在澄江恢复教学。   
因仓促搬迁，國立中山大学的图书、仪器设备损失很大，仅理、工、农、研各院，两广地质所、广东通志馆未能迁移而损失的图书、仪器、标本、模型等就达604箱，图书杂志20多万册。
截至1939年2月底，國立中山大學各院系共有教职员245人、学生1736人到達雲南澄江。3月1日,國立中山大學正式復課，共设文、法、理、工、农、医、师范7个学院，并设有一个综合研究院。各学院散布在各个村寨，以寺庙、祠堂当教室。师生员工跋山涉水，往返穿梭于各村寨之间上课做实验，最远者多达20余里。在雲南期間，國立中山大學校长为邹鲁，但因未到學校理事，许崇清任代校长。此時，教师有音乐家马思聪、经济学家黄元彬、教育家崔载阳、文学家吴康、内科专家叶少芙、图书馆学家杜定友等。
1940年（民國29年）7月，因滇南百物昂贵，加上日军进攻法属印度支那，学校决定迁返粤北乐昌县坪石镇。9月22日，师生员工从澄江启程，横跨滇、黔、桂、湘、粤五省，于10月16日抵达坪石镇，各学院分散在各村办学，条件更加艰苦。
1945年（民國34年）1月16日，日军佔領湘南宜章县，坪石陷入被包围之势。事出仓促，中山大学师生紧急疏散，迁校樂昌縣。21日坪石沦陷，一部分师生由校长金曾澄率领，经仁化縣向东行赴龍川縣，择定东江之畔的梅县为校本部；另一部分由总务长何春帆率领，循连坪公路向西，抵连县三江镇，成立國立中山大学连县分教处。
1945年（民國34年）8月15日，日本宣布投降。國立中山大学师生开始陆续从粤北各地返回广州，1946年（民國35年）1月，國立中山大学正式在廣州舊址复校，各学院先后开课。

### 國共內戰时期
1948年（民國37年）12月，中華民國政府開始制定遷都廣州計畫，決定將行政院遷至廣州並以中大石牌校址為院址，而中大則另遷他處。
1949年（民國38年）1月28日，廣東省政府主席薛岳親自前往中大，部署行政院遷址石牌校園工作，並提出將中大遷往海南。中大師生對此強烈反對，在校園中張貼“反對遷校”等標語。2月5日，行政院遷至廣州。在中大師生的強烈反對下，行政院放棄徵用中大校園計畫。
6月，張雲接任校長。因華南危在旦夕，政府再次要求中大遷往海南。張雲多次召集院系負責人會議，並指令學校各單位將資產裝箱，在校內平山堂暫存後再集中運往海南。然而，在中共黨地下黨的策動下，校內爆發了大規模的師生反遷校運動。此外，中大對遷校的預算為90萬銀圓，而教育部僅撥款4萬銀圓，遷校計畫面臨嚴重財政困難。因此，中大遷校海南計畫最終擱淺。
10月，中國人民解放軍發起廣東戰役，13日中華民國政府緊急疏散至重慶，部分國立中山大學師生員工隨同政府轉移，後輾轉至台灣，成為1980年（民國69年）國立中山大學在台復校的重要推動者。14日，中國人民解放軍解放廣州，國立中山大學留守師生自次年起（1950年）配合廣州市人民政府开展的「对旧教育改造」運動。

## 中山大学时期

### 改革开放初期
文化大革命期间，中山大学学科凋零严重，仅余数学、物理、化学、生物、地理、中文、历史和哲学等专业。改革开放后，中大开始陆续复办各学科院系。中大是全国范围内最早复办经济学、法学、人类学、社会学等学科的高校之一，因此社会科学类专业的学术研究水平长期走在国内前列。
中山大学也是改革开放后中国大陆最早开始对外交流的高校。1979年1月1日中美建交后，中山大学接待了加利福尼亚大学洛杉矶分校学术代表团一行13人；4月21日至5月17日，中山大学派出包括校长李嘉人、副校长黄焕秋等9人的学术代表团进行回访，为改革开放后中国大陆第一个出访美国的高校代表团。同年2月18日至3月5日，以黄焕秋为团长的中山大学教师代表团一行12人出访香港大学、香港中文大学和香港理工大学，为改革开放后中国内地首个访问香港的高校代表团。

### 21世纪后
2000年9月，中山大学珠海校区在珠海市唐家湾建成；2001年10月26日，中山大学与中山医科大学合并，原中山医科大学校址成为中山大学的广州校区北校园；2004年9月，中山大学在广州市番禺区广州大学城的新校园落成，成为该校广州校区东校园。至此，中山大学由单一校园发展为多个校园，传统校区康乐园也因此改名为广州校区南校园。
2005年5月，中山大学与广东东宝集团有限公司共同投资创办独立学院中山大学新华学院，校址在广州市天河区和东莞市麻涌镇；2006年10月，与广东珠江投资股份有限公司共同投资创办独立学院中山大学南方学院，校址在广州市从化区。经教育部批准，中山大学新华学院、中山大学南方学院分别于2021年2月和2020年12月脱离中山大学，转设为广州新华学院和广州南方学院。
2015年11月3日，中山大学与深圳市人民政府在广州签署协议共同建设中山大学深圳校区。校区选址于广东省深圳市光明区新湖街道圳美附近，公常路以北、广深港客运专线以东的猪公山周边。深圳校区预计将分三期完工：第一期校舍主要容纳医学相关学科，共150.82公顷，预计2019年8月完工；第二期校舍主要容纳其馀非医学学科，预计2021年8月完工招生；而第三期提升工程，将于2024年8月完工。2020年8月24日，深圳校区正式启用。